# 선천태후
선천태후(先天太后, 생몰년 미상)는 주나라 때의 인물로 선천태상황의 황후이자 춘추시대의 사상가이며 도가의 창시자로 간주되는 노자의 모후이다. 성은 익수씨(益壽氏)이고 아버지는 불명이다.
전설에 따르면 익수씨가 노자를 잉태했을 때, 노자는 무려 70년을 태아 상태로 있다가 태어나자마자 바로 옆 나무를 가리키며 자신의 성씨로 삼아달라 하였기에 노자는 이씨(李氏)의 시조가 되었다고 한다.
742년, 당 현종이 대성조로 추존된 노자의 모친인 익수씨를 선천태후(先天太后)로 추존하였으며 그의 부군인 이경도 선천태상황(先天太上皇)으로 추존되었다. 신당서 본기에 따르면 측천무후가 익수씨를 추존했다고 전해진다.